# Zeca Pagodinho
Jessé Gomes da Silva Filho, (Río de Janeiro, 4 de febrero de 1959), más conocido por su nombre artístico Zeca Pagodinho, es un cantante y compositor brasileño.

## Biografía
Hijo de Iréia y Jessé, Zeca nació en Irajá, desde donde pequeño frecuentaba rodas de samba influenciado por su familia. Vivió en varios barrios de Río de Janeiro, siempre demostrando gran apreció por Xérem (distrito de Duque de Caxias), en el cual posee un sitio y una escuela de música para niños de escasos recursos de la región.
Su primera grabación fue en 1981, con la canción "Camarão que dorme a onda leva", escrita por él junto con Arlindo Cruz gracias a una invitación hecha por su madrina Beth Carvalho.
Desde entonces, Zeca grabó más de 18 discos y es considerado uno de los grandes del género samba y pagode. El artista, que comenzó su carrera en las rodas de samba de los barrios de Irajá y Del Castilho, situados en la periferia de Río de Janeiro, logró tal popularidad que sus shows comenzaron a aumentar el precio de sus entradas a tal punto, que difícilmente un admirador que vive en las periferias de Brasil tiene condiciones de conseguirlas para ver a Zeca en los espectáculos del país.
Siempre fiel a sus características de irreverencia y jocosidad, Zeca recibe también el reconocimiento de la crítica además del de artistas y compositores consagrados. 
Su canción "Uma prova de amor", es parte de la banda sonora de la novela "Caminho das Indias".
Actualmente vive en la Barra da Tijuca junto con su mujer, Mônica Silva, y sus cuatro hijos: Eduardo, Luis, Elisa y María Eduarda.
El 27 de enero de 2024, Zeca se presentó en el programa Big Brother Brasil 24. Además de Zeca, el cantante Pretinho da Serrinha también actuó en el reality show.

## Discografía
- Camarão que Dorme a Onda Leva - 1981
- Zeca Pagodinho - 1986
- Patota do Cosme - 1987
- Jeito Moleque - 1988
- Boêmio Feliz - 1989
- Mania da Gente - 1990
- Pixote - 1991
- Um dos Poetas do Samba - 1992
- Alô, Mundo! - 1993
- Samba Pras Moças - 1995
- Deixa Clarear - 1996
- Hoje é dia de Festa - 1997
- Zeca Pagodinho - 1998
- Ao Vivo - 1999
- Millennium - 1999
- Água da minha sede - 2000
- Deixa a vida me levar - 2002
- Acústico MTV - 2003
- À Vera - 2005
- Acústico MTV - Gafieira - 2006
- Uma Prova de Amor - 2008
- Vida da Minha Vida - 2010
- Ao Vivo com os Amigos - 2011
- Quintal do Pagodinho (en vivo) - 2012
- Multishow Ao Vivo: 30 Anos - Vida que Segue (en vivo) - 2013
- Sambabook Zeca Pagodinho (en vivo) - 2014
- Ser Humano - 2015
- O Quintal do Pagodinho 3 (en vivo) - 2016